# Tin-ling
Tin-ling era el nombre dado en las antiguas crónicas chinas a un pueblo que habitó en el Asia Central y el Asia noroccidental. Las transcripciones de los ideogramas chinos referidas a este pueblo del que (2006) se tienen pocos datos fehacientes son también: dinlin, dingling, ding-ling o tingling. 

## Ubicación geográfica
Los tin-ling (se desconoce cuál era su autodenominación aunque se puede arriesgar que el nombre chino era parofónico a tal autodenominación) habitaron la Siberia occidental y la China septentrional hacia los años 1500-1000 a. C.; se les situaba principalmente entre la Dzungaria, al suroeste, y el curso del río Yenisei, al noreste y (como dicen las crónicas chinas) «más allá del arenoso país de Sha-sai'», es decir al norte del desierto de Taklamakán.

## Cultura
La cultura de los tingling fue predominantemente neolítica y calcolítica, constituida por grupos trashumantes de cazadores recolectores con alguna práctica de pastoricia y actividades artesanales alfareras acompañadas de una metalurgia rudimentaria tardíamente influida por las culturas chinas de los Xiang y Shang. Se considera que fueron ágrafos (carentes de sistemas escriturales completos) y que su sistema de creencias era de tipo chamánico.
Se desconoce si practicaban alguna agricultura aunque es probable que hayan llegado a practicar alguna primitiva horticultura.
Se considera que su idioma formaba parte de las lenguas prototurcas, en cuanto a su organización social, lo más probable es que llegaran a estar organizados en sistemas de jefaturas.
Probablemente de los ting-ling descienden los shori de los montes Saian-Altái, así como los jakases y los kirguises del Yenisei.